# Sistema de clasificación APG
Para la versión 2003 de la clasificación filogenética de las angiospermas según el APG vea: Sistema de clasificación APG II.
Para el sistema de clasificación más actualizado vea: Sistema de clasificación APG IV.
El Sistema de clasificación APG es un moderno sistema de clasificación de las angiospermas publicado en 1998 por el Grupo para la Filogenia de las Angiospermas (acrónimo APG, del inglés Angiosperm Phylogeny Group) como: An ordinal classification for the families of flowering plants (clasificación ordinal de las plantas con flor) en Annals of the Missouri Botanical Garden, 85:531-553. Clasificación que ha sido revisada por los sistemas APG II y APG III, actualizaciones publicadas en 2003 y 2009.
El sistema es inusual por estar basado —sin evidencia completa— en el análisis cladístico de las secuencias del ADN de tres genes: dos cloroplásticos y uno ribosómico. A pesar de que la clasificación se apoya sólo en la evidencia molecular (genética), sus grupos constituyentes o clados también prueban ser consistentes con otras evidencias no moleculares; por ejemplo, la morfología del polen sustenta la separación entre las eudicotiledóneas del resto de las dicotiledóneas. 
El sistema es algo controvertido en sus decisiones con respecto a los taxones a nivel familiar, pues fracciona algunas familias ya establecidas, y fusiona otra cierta cantidad que se consideraban sin relación alguna. 
La clasificación propuesta por el APG se caracteriza por no usar plenamente la nomenclatura oficial, ya que no asigna nombres botánicos por encima de la categoría taxonómica de orden. Esto implica, que el orden es la categoría más alta con nombre botánico formal (i.e., según el Código Internacional de Nomenclatura Botánica). Los grupos jerárquicamente superiores se definen ya no como taxones, sino como clados, pues están entendidos como grupos monofiléticos, y llevan nombres tales como: monocotiledóneas, eudicotiledóneas, rósidas, astéridas (inspirados en la nomenclatura de taxones preexistentes).

## Clados en el Sistema APG
Los principales clados que se ubicaron en el sistema, ninguno categorizado taxonómicamente, son*: angiosperms, monocots, commelinoids, eudicots, core eudicots, rosids, eurosids I y II, asterids, euasterids I y II.
*Aquí se usa la grafía original, en inglés, todas escritas en plural y sin mayúsculas. Posteriormente se usará su traducción.
Esquemáticamente, y usando un cladograma:
|  | otros clados... |
|  |                 |
|  | commelínidas    |
|  |                 |

|  | eurrósidas I  |
|  |               |
|  | eurrósidas II |
|  |               |

|  | euastéridas I  |
|  |                |
|  | euastéridas II |
|  |                |

|  | eurrósidas I  |
|  |               |
|  | eurrósidas II |
|  |               |

|  | euastéridas I  |
|  |                |
|  | euastéridas II |
|  |                |

|  | eurrósidas I  |
|  |               |
|  | eurrósidas II |
|  |               |

|  | euastéridas I  |
|  |                |
|  | euastéridas II |
|  |                |

|  | eurrósidas I  |
|  |               |
|  | eurrósidas II |
|  |               |

|  | euastéridas I  |
|  |                |
|  | euastéridas II |
|  |                |

|  | otros clados... |
|  |                 |
|  | commelínidas    |
|  |                 |

|  | eurrósidas I  |
|  |               |
|  | eurrósidas II |
|  |               |

|  | euastéridas I  |
|  |                |
|  | euastéridas II |
|  |                |

|  | eurrósidas I  |
|  |               |
|  | eurrósidas II |
|  |               |

|  | euastéridas I  |
|  |                |
|  | euastéridas II |
|  |                |

|  | eurrósidas I  |
|  |               |
|  | eurrósidas II |
|  |               |

|  | euastéridas I  |
|  |                |
|  | euastéridas II |
|  |                |

|  | eurrósidas I  |
|  |               |
|  | eurrósidas II |
|  |               |

|  | euastéridas I  |
|  |                |
|  | euastéridas II |
|  |                |

- Una representación en color se puede observar en este enlace externo.

### Clados, órdenes y familias
El sistema APG reconoce 462 familias y 40 órdenes, asignados como siguen:
- clado angiospermas
familia Amborellaceae
familia Austrobaileyaceae
familia Canellaceae
familia Chloranthaceae
familia Hydnoraceae
familia Illiciaceae
familia Nymphaeaceae [+ familia Cabombaceae]
familia Rafflesiaceae
familia Schisandraceae
familia Trimeniaceae
familia Winteraceae
orden Ceratophyllales
familia Ceratophyllaceae
orden Laurales
familia Atherospermataceae
familia Calycanthaceae
familia Gomortegaceae
familia Hernandiaceae
familia Lauraceae
familia Monimiaceae
familia Siparunaceae
orden Magnoliales
familia Annonaceae
familia Degeneriaceae
familia Eupomatiaceae
familia Himantandraceae
familia Magnoliaceae
familia Myristicaceae
orden Piperales
familia Aristolochiaceae
familia Lactoridaceae
familia Piperaceae
familia Saururaceae
clado monocotiledóneas
familia Corsiaceae
familia Japonoliriaceae
familia Nartheciaceae
familia Petrosaviaceae
familia Triuridaceae
orden Acorales
familia Acoraceae
orden Alismatales
familia Alismataceae
familia Aponogetonaceae
familia Araceae
familia Butomaceae
familia Cymodoceaceae
familia Hydrocharitaceae
familia Juncaginaceae
familia Limnocharitaceae
familia Posidoniaceae
familia Potamogetonaceae
familia Ruppiaceae
familia Scheuchzeriaceae
familia Tofieldiaceae
familia Zosteraceae
orden Asparagales
familia Agapanthaceae
familia Agavaceae
familia Alliaceae
familia Amaryllidaceae
familia Anemarrhenaceae
familia Anthericaceae
familia Aphyllanthaceae
familia Asparagaceae
familia Asphodelaceae
familia Asteliaceae
familia Behniaceae
familia Blandfordiaceae
familia Boryaceae
familia Convallariaceae
familia Doryanthaceae
familia Hemerocallidaceae
familia Herreriaceae
familia Hyacinthaceae
familia Hypoxidaceae
familia Iridaceae
familia Ixioliriaceae
familia Lanariaceae
familia Laxmanniaceae
familia Orchidaceae
familia Tecophilaeaceae
familia Themidaceae
familia Xanthorrhoeaceae
familia Xeronemataceae
orden Dioscoreales
familia Burmanniaceae
familia Dioscoreaceae
familia Taccaceae
familia Thismiaceae
familia Trichopodaceae
orden Liliales
familia Alstroemeriaceae
familia Campynemataceae
familia Colchicaceae
familia Liliaceae
familia Luzuriagaceae
familia Melanthiaceae
familia Philesiaceae
familia Ripogonaceae
familia Smilacaceae
orden Pandanales
familia Cyclanthaceae
familia Pandanaceae
familia Stemonaceae
familia Velloziaceae
clado commelínidas
familia Abolbodaceae
familia Bromeliaceae
familia Dasypogonaceae
familia Hanguanaceae
familia Mayacaceae
familia Rapateaceae
orden Arecales
familia Arecaceae
orden Commelinales
familia Commelinaceae
familia Haemodoraceae
familia Philydraceae
familia Pontederiaceae
orden Poales
familia Anarthriaceae
familia Centrolepidaceae
familia Cyperaceae
familia Ecdeiocoleaceae
familia Eriocaulaceae
familia Flagellariaceae
familia Hydatellaceae
familia Joinvilleaceae
familia Juncaceae
familia Poaceae
familia Prioniaceae
familia Restionaceae
familia Sparganiaceae
familia Thurniaceae
familia Typhaceae
familia Xyridaceae
orden Zingiberales
familia Cannaceae
familia Costaceae
familia Heliconiaceae
familia Lowiaceae
familia Marantaceae
familia Musaceae
familia Strelitziaceae
familia Zingiberaceae
clado eudicotiledóneas
familia Buxaceae
familia Didymelaceae
familia Sabiaceae
familia Trochodendraceae [+ familia Tetracentraceae]
orden Proteales
familia Nelumbonaceae
familia Platanaceae
familia Proteaceae
orden Ranunculales
familia Berberidaceae
familia Circaeasteraceae [+ familia Kingdoniaceae]
familia Eupteleaceae
familia Lardizabalaceae
familia Menispermaceae
familia Papaveraceae [+ familia Fumariaceae and familia Pteridophyllaceae]
familia Ranunculaceae
clado eudicotiledóneas nucleares
familia Aextoxicaceae
familia Berberidopsidaceae
familia Dilleniaceae
familia Gunneraceae
familia Myrothamnaceae
familia Vitaceae
orden Caryophyllales
familia Achatocarpaceae
familia Aizoaceae
familia Amaranthaceae
familia Ancistrocladaceae
familia Asteropeiaceae
familia Basellaceae
familia Cactaceae
familia Caryophyllaceae
familia Didiereaceae
familia Dioncophyllaceae
familia Droseraceae
familia Drosophyllaceae
familia Frankeniaceae
familia Molluginaceae
familia Nepenthaceae
familia Nyctaginaceae
familia Physenaceae
familia Phytolaccaceae
familia Plumbaginaceae
familia Polygonaceae
familia Portulacaceae
familia Rhabdodendraceae
familia Sarcobataceae
familia Simmondsiaceae
familia Stegnospermataceae
familia Tamaricaceae
orden Santalales
familia Olacaceae
familia Opiliaceae
familia Loranthaceae
familia Misodendraceae
familia Santalaceae
orden Saxifragales
familia Altingiaceae
familia Cercidiphyllaceae
familia Crassulaceae
familia Daphniphyllaceae
familia Grossulariaceae
familia Haloragaceae
familia Hamamelidaceae
familia Iteaceae
familia Paeoniaceae
familia Penthoraceae
familia Pterostemonaceae
familia Saxifragaceae
familia Tetracarpaeaceae
clado rósidas
familia Aphloiaceae
familia Crossosomataceae
familia Ixerbaceae
familia Krameriaceae
familia Picramniaceae
familia Podostemaceae
familia Stachyuraceae
familia Staphyleaceae
familia Tristichaceae
familia Zygophyllaceae
orden Geraniales
familia Francoaceae
familia Geraniaceae [+ familia Hypseocharitaceae]
familia Greyiaceae
familia Ledocarpaceae
familia Melianthaceae
familia Vivianiaceae
clado eurrósidas I
familia Celastraceae
familia Huaceae
familia Parnassiaceae [+ familia Lepuropetalaceae]
familia Stackhousiaceae
orden Cucurbitales
familia Anisophylleaceae
familia Begoniaceae
familia Coriariaceae
familia Corynocarpaceae
familia Cucurbitaceae
familia Datiscaceae
familia Tetramelaceae
orden Fabales
familia Fabaceae
familia Polygalaceae
familia Quillajaceae
familia Surianaceae
orden Fagales
familia Betulaceae
familia Casuarinaceae
familia Fagaceae
familia Juglandaceae
familia Myricaceae
familia Nothofagaceae
familia Rhoipteleaceae
familia Ticodendraceae
orden Malpighiales
familia Achariaceae
familia Balanopaceae
familia Caryocaraceae
familia Chrysobalanaceae
familia Clusiaceae
familia Dichapetalaceae
familia Erythroxylaceae
familia Euphorbiaceae
familia Euphroniaceae
familia Flacourtiaceae
familia Goupiaceae
familia Hugoniaceae
familia Humiriaceae
familia Hypericaceae
familia Irvingiaceae
familia Ixonanthaceae
familia Lacistemaceae
familia Linaceae
familia Malesherbiaceae
familia Malpighiaceae
familia Medusagynaceae
familia Ochnaceae
familia Pandaceae
familia Passifloraceae
familia Putranjivaceae
familia Quiinaceae
familia Rhizophoraceae
familia Salicaceae
familia Scyphostegiaceae
familia Trigoniaceae
familia Turneraceae
familia Violaceae
orden Oxalidales
familia Cephalotaceae
familia Connaraceae
familia Cunoniaceae
familia Elaeocarpaceae
familia Oxalidaceae
familia Tremandraceae
orden Rosales
familia Barbeyaceae
familia Cannabaceae
familia Cecropiaceae
familia Celtidaceae
familia Dirachmaceae
familia Elaeagnaceae
familia Moraceae
familia Rhamnaceae
familia Rosaceae
familia Ulmaceae
familia Urticaceae
clado eurrósidas II
familia Tapisciaceae
orden Brassicales
familia Akaniaceae [+ familia Bretschneideriaceae]
familia Bataceae
familia Brassicaceae
familia Caricaceae
familia Emblingiaceae
familia Gyrostemonaceae
familia Koeberliniaceae
familia Limnanthaceae
familia Moringaceae
familia Pentadiplandraceae
familia Resedaceae
familia Salvadoraceae
familia Setchellanthaceae
familia Tovariaceae
familia Tropaeolaceae
orden Malvales
familia Bixaceae [+ familia Cochlospermaceae]
familia Cistaceae
familia Cochlospermaceae
familia Diegodendraceae
familia Dipterocarpaceae
familia Malvaceae
familia Muntingiaceae
familia Neuradaceae
familia Sarcolaenaceae
familia Sphaerosepalaceae
familia Thymelaeaceae
orden Myrtales
familia Alzateaceae
familia Combretaceae
familia Crypteroniaceae
familia Heteropyxidaceae
familia Lythraceae
familia Melastomataceae
familia Memecylaceae
familia Myrtaceae
familia Oliniaceae
familia Onagraceae
familia Penaeaceae
familia Psiloxylaceae
familia Rhynchocalycaceae
familia Vochysiaceae
orden Sapindales
familia Anacardiaceae
familia Biebersteiniaceae
familia Burseraceae
familia Kirkiaceae
familia Meliaceae
familia Nitrariaceae [+ familia Peganaceae]
familia Rutaceae
familia Sapindaceae
familia Simaroubaceae
clado astéridas
orden Cornales
familia Cornaceae [+ familia Nyssaceae]
familia Grubbiaceae
familia Hydrangeaceae
familia Hydrostachyaceae
familia Loasaceae
orden Ericales
familia Actinidiaceae
familia Balsaminaceae
familia Clethraceae
familia Cyrillaceae
familia Diapensiaceae
familia Ebenaceae
familia Ericaceae
familia Fouquieriaceae
familia Halesiaceae
familia Lecythidaceae
familia Marcgraviaceae
familia Myrsinaceae
familia Pellicieraceae
familia Polemoniaceae
familia Primulaceae
familia Roridulaceae
familia Sapotaceae
familia Sarraceniaceae
familia Styracaceae
familia Symplocaceae
familia Ternstroemiaceae
familia Tetrameristaceae
familia Theaceae
familia Theophrastaceae
clado euastéridas I
familia Boraginaceae
familia Plocospermataceae
familia Vahliaceae
orden Garryales
familia Aucubaceae
familia Eucommiaceae
familia Garryaceae
familia Oncothecaceae
orden Gentianales
familia Apocynaceae
familia Gelsemiaceae
familia Gentianaceae
familia Loganiaceae
familia Rubiaceae
orden Lamiales
familia Acanthaceae
familia Avicenniaceae
familia Bignoniaceae
familia Buddlejaceae
familia Byblidaceae
familia Cyclocheilaceae
familia Gesneriaceae
familia Lamiaceae
familia Lentibulariaceae
familia Myoporaceae
familia Oleaceae
familia Paulowniaceae
familia Pedaliaceae [+ familia Martyniaceae]
familia Phrymaceae
familia Plantaginaceae
familia Schlegeliaceae
familia Scrophulariaceae
familia Stilbaceae
familia Tetrachondraceae
familia Verbenaceae
orden Solanales
familia Convolvulaceae
familia Hydroleaceae
familia Montiniaceae
familia Solanaceae
familia Spenocleaceae
clado euastéridas II
familia Adoxaceae
familia Bruniaceae
familia Carlemanniaceae
familia Columelliaceae [+ familia Desfontainiaceae]
familia Eremosynaceae
familia Escalloniaceae
familia Icacinaceae
familia Polyosmaceae
familia Sphenostemonaceae
familia Tribelaceae
orden Apiales
familia Apiaceae
familia Araliaceae
familia Aralidiaceae
familia Griseliniaceae
familia Melanophyllaceae
familia Pittosporaceae
familia Torricelliaceae
orden Aquifoliales
familia Aquifoliaceae
familia Helwingiaceae
familia Phyllonomaceae
orden Asterales
familia Alseuosmiaceae
familia Argyrophyllaceae
familia Asteraceae
familia Calyceraceae
familia Campanulaceae [+ familia Lobeliaceae]
familia Carpodetaceae
familia Donatiaceae
familia Goodeniaceae
familia Menyanthaceae
familia Pentaphragmataceae
familia Phellinaceae
familia Rousseaceae
familia Stylidiaceae
orden Dipsacales
familia Caprifoliaceae
familia Diervillaceae
familia Dipsacaceae
familia Linnaeaceae
familia Morinaceae
familia Valerianaceae

Nota: «+ ...» = segrega la familia en horizontal, que puede unirse a la escalera procedente de la familia.
- Familias de posición incierta (incertae sedis):
familia Balanophoraceae
familia Bonnetiaceae
familia Cardiopteridaceae
familia Ctenolophonaceae
familia Cynomoriaceae
familia Cytinaceae
familia Dipentodontaceae
familia Elatinaceae
familia Geissolomataceae
familia Hoplestigmataceae
familia Kaliphoraceae
familia Lepidobotryaceae
familia Lissocarpaceae
familia Lophopyxidaceae
familia Medusandraceae
familia Mettenusiaceae
familia Mitrastemonaceae
familia Paracryphiaceae
familia Pentaphylacaceae
familia Peridiscaceae
familia Plagiopteraceae
familia Pottingeriaceae
familia Sladeniaceae
familia Strasburgeriaceae
familia Tepuianthaceae